# Google Tag Manager
Google Tag Manager is een tagbeheersysteem (TMS) waarmee meetcodes en gerelateerde codefragmenten bijgewerkt worden die gezamenlijk bekend staan als tags op een website of mobiele applicatie. Nadat de Google Tag Manager-code aan een project is toegevoegd, kunnen tags worden beheerd vanuit een webgebaseerde gebruikersinterface. Google heeft de dienst gelanceerd op 1 oktober 2012.
Google Tag Manager bestaat uit tags, triggers en variabelen. In een later stadium zijn hier mappen, zones en templates aan toegevoegd. In de webgebaseerde gebruikersinterface van Google Tag Manager kunnen tags ingesteld worden, triggers geconfigureerd worden die ervoor zorgen dat de tags worden geactiveerd bij een bepaalde gebeurtenis en variabelen gemaakt worden die kunnen worden gebruikt om tagconfiguraties te vereenvoudigen en te automatiseren.
Een verzameling tags, triggers en variabelen en gerelateerde configuraties die op een bepaalde website of mobiele applicatie zijn geïnstalleerd wordt een container genoemd. Een Tag Manager-container kan alle andere handmatig gecodeerde tags op een site of applicatie vervangen zoals tags van Google Ads, Google Analytics, Floodlight en tags van derden.